# Whetstone
Pour les articles homonymes, voir Whetstone (homonymie).
Whetstone est un programme informatique de test de performance. Il a été écrit en 1972 en Algol 60 au National Physical Laboratory au Royaume-Uni.
Il a initialement mesuré la puissance de calcul dans des unités de kilo-Whetstone Instructions Per Second (kWIPS). Cela a été plus tard changé pour des millions d'instructions par seconde Whetstone (MWIPS).